# Сієнага
Сієнага (ісп. Ciénaga) — місто й муніципалітет у колумбійському департаменті Маґдалена.

## Історія
До іспанського завоювання території сучасного міста Сієнага була населена індіанцями чиміла та мала назву Понгуейка. Дата заснування міста точно не встановлена через відсутність документальних джерел. Відомо, що 1585 року чернець Томас Ортіс заснував там парафію, що згодом згоріла. Потім місто було знову засновано Фернандо де Мієром під назвою Вілла-де-Сан-Хуан Баутіста-де-ла-Сієнага, також було відоме за назвами Сан-Хуан-дель-Кордова, Альдеа-Гранде, Кордова, Пуебло-де-ла-Сієнага чи просто Сієнага.
Під час війни за незалежність від Іспанії околиці Сієнаги стали полем бою, що відбувся між роялістами й патріотами 10 листопада 1820 року.
6 грудня 1928 року в місті сталась «Бананова різанина» (ісп. Matanza de las bananeras), коли певне число працівників United Fruit Company було вбито внаслідок рішення уряду спрямувати війська для розгону місячного страйку, організованого профспілкою з метою покращення умов праці.

## Географія
Місто розташовано в департаменті Маґдалена між гірським масивом Сьєрра-Невада-де-Санта-Марта, Карибським морем і болотами Сієнага-Гранде-де-Санта-Марта, за 35 км від столиці департаменту, міста Санта-Марта.

## Демографія
За даними Національного адміністративного департаменту статистики Колумбії, загальна чисельність населення міста й муніципалітету 2012 року становила 103 293 особи.
Динаміка чисельності населення міста за роками:
| 101,985                                | 102,193 | 102,400 | 102,615 | 102,835 | 103,066 | 103,293 | 103,293 |
| В період з 2005 по 2012 рік (тис. ос.) |         |         |         |         |         |         |         |

Відповідно до даних перепису 2005 року чоловіки складали 49,5 % населення міста, жінки — відповідно, 50,5 %. В расовому сенсі європейці та метиси складали 85,4 % від загального числа населення міста, негри — 13,9 %, індіанці — 0,7 %. Рівень грамотності населення, старших за 5 років, становив 85,9 %.